# Covaxin

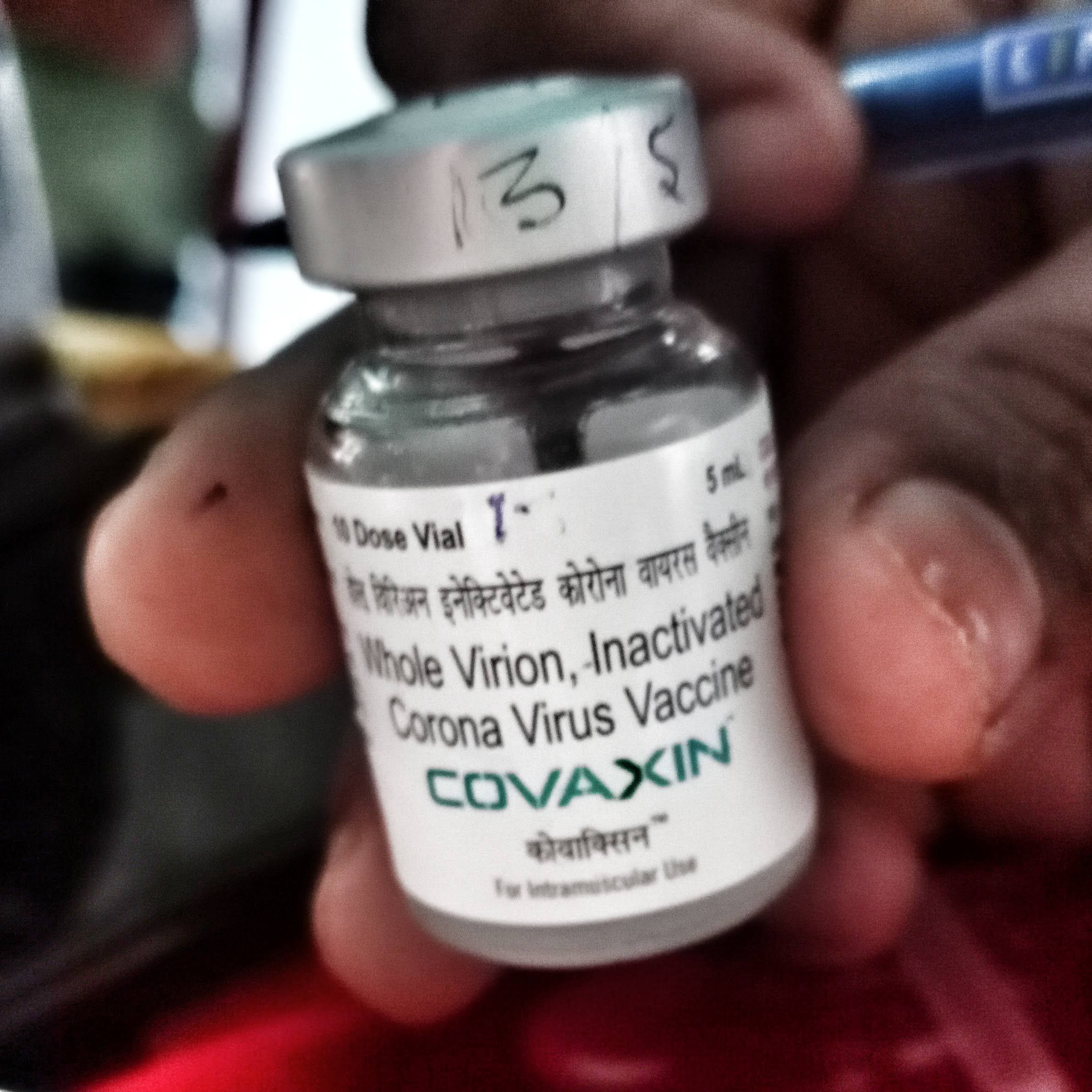
Covaxin

Covaxin, tidigare BBV152, är ett covid-19-vaccin som utvecklats av Bharat Biotech i Indien i samarbete med Indian Council of Medical Research. Covaxin är ett inaktiverat vaccin, baserat på inaktiverat sars-cov-2-virus. Det godkändes för akutanvändning av indiska myndigheter den 3 januari 2021, och godkändes av WHO i november samma år. 

## Kliniska studier
Indian Council of Medical Researchs National Institute of Virology har sedan i maj 2020 samarbetat med Bharat Biotech om att framställa ett vaccin mot covid-19. I juni 2020 fick företaget tillstånd för fas I- och fas II-försök av Drugs Controller General of India. Bharat Biotech informerade i december 2020 om resultaten av fas I-försöken.
Bharat Biotech fick i november 2020 tillstånd att genomföra fas III-försök efter slutförande av fas I och fas II. fas III planerades för omkring 26 000 försökspersoner i Indien.

## Tillverkning
Bharat Biotech började tillverkning av vaccin i en fabrik som har kapacitet att producera omkring 300 miljoner doser per år. Företaget påbörjade också uppförande av en andra fabrik i Genome Valley i Hyderabad.

## Godkännande av akutanvändning
Bharat Biotech har begärt hos Drugs Controller General of India att få tillstånd till akutanvändande av vaccinet. Det var den tredje begäran i Indien, efter framställningar beträffande akutanvändning från Serum Institute of India och Pfizer. Subject Expert Committee inom Central Drugs Standard Control Organisation rekommenderade den 2 januari 2021 akutanvändning. Godkännande lämnades den 3 januari 2021.
WHO godkände användande av Covaxin i november 2021..

## Effektivitet
När det indiska tillståndet för akutanvändning gavs var data om vaccinets effektivitet inte färdiga. Senare befanns vaccinet ge 78 % skydd mot svår sjukdom.